# Batist

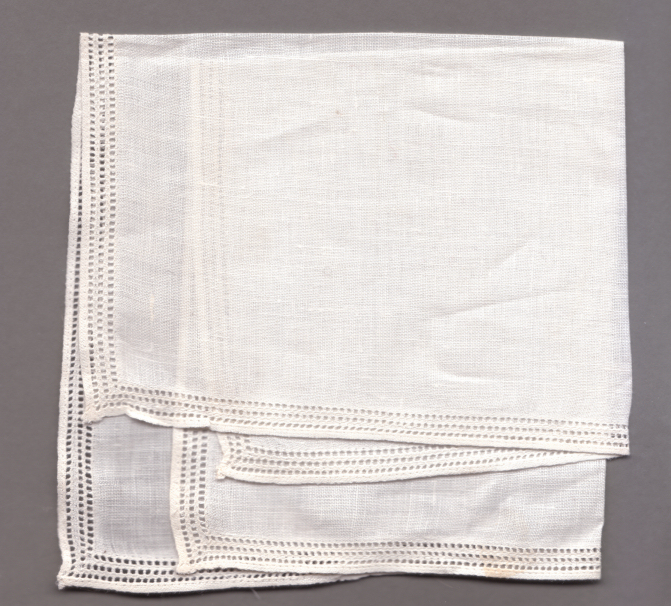
Batist

Batist, även kambrik eller kammarduk, ett lätt och ganska glest tyg av tätfibrigt, fint garn, vanligen av bomull eller bomull/polyester. Det är ett tunt och fint, men ganska styvt, tyg i tuskaft. Styvheten uppnås genom att använd tråd är hårt spunnen och att inslaget vid vävningen slås hårt. Ytan har gjorts glansig genom valsning efter vävningen. 
Materialet är vanligen av bomull, men en variant i linne kallas bliant. I senare tiders tyger av batisttyp kan även polymerfibrer ingå. 
Batist används ofta till näsdukar och blusar. Ett annat användningsområde är som material för hålsöm.

## Historia ochetymologi
Detta slags tyg är känt sen slutet på medeltiden. Batist var en lätt tvåskaftsväv av tätfibrigt handspunnet lingarn. Som skapare anges linnevävaren Jean-Baptiste från den dåtida byn Cambrai i norra Frankrike, numera en medelstor stad och alltjämt centrum för textilindustri. Jean-Baptiste kallade 1585 själv sin skapelse baptiste och cambrai. Detta har sedan förvanskats på diverse vis i olika språk, bl a försvenskats till batist resp kambrik.
Bliant är även en urgammal benämning på ett slags jacka, typ vapenrock. Ordet anges ha ett ursprung i walesiskan med betydelsen linne.